# 1368
Évszázadok: 13. század – 14. század – 15. század
Évtizedek: 1310-es évek – 1320-as évek – 1330-as évek – 1340-es évek – 1350-es évek – 1360-as évek – 1370-es évek – 1380-as évek – 1390-es évek – 1400-as évek – 1410-es évek
Évek: 1363 – 1364 – 1365 – 1366 –  1367 – 1368 – 1369 – 1370 – 1371 – 1372 – 1373

## Események

### Határozott dátumú események
- január 20. – Andrea Contarini velencei dózse megválasztása (1382-ig uralkodik).[1]

### Határozatlan dátumú események
- az év eleje – Hung-vu kikiáltja magát császárrá Kínában. (Megalapítja a Ming-dinasztiát, a mongol Jüan-dinasztia uralkodásának vége Kínában.)[2]
- augusztus – Hung-vu császár bevonul Pekingbe.[2]
- az év folyamán –
  - A kínai nagy fal újjáépítése.
  - Lackfi Miklós erdélyi vajda serege vereséget szenved Havasalföldön.[3]

## Születések
- február 14. – Luxemburgi Zsigmond német-római császár, magyar és cseh király († 1437)
- december 3. – VI. Károly francia király († 1422)
- V. Márton pápa († 1431)

## Halálozások
- október 17. – Lionel of Antwerp, III. Eduárd angol király fia